# Damernas 49 kg i tyngdlyftning vid olympiska sommarspelen 2020
Damernas tyngdlyftning i 49-kilosklassen vid olympiska sommarspelen 2020 hölls den 24 juli 2021 i Tokyo International Forum i Tokyo.
Hou Zhihui från Kina tog guld, indiska Saikhom Mirabai Chanu tog silver och Windy Cantika Aisah från Indonesien tog brons.

## Tävlingsformat
Varje tyngdlyftare får tre försök i ryck och stöt. Deras bästa resultat i de båda lyften kombineras till ett totalt resultat. Om någon tävlande misslyckas att få ett godkänt lyft, så blir de utslagna. Ifall två tyngdlyftare hamnar på samma resultat, är idrottaren med lägre kroppsvikt vinnare.

## Rekord
Innan tävlingens start gällde följande rekord.
| Världsrekord | Ryck   | Hou Zhihui (CHN)            | 96 kg  | Tasjkent, Uzbekistan | 17 april 2021 |
| Världsrekord | Stöt   | Saikhom Mirabai Chanu (IND) | 119 kg | Tasjkent, Uzbekistan | 17 april 2021 |
| Världsrekord | Totalt | Hou Zhihui (CHN)            | 213 kg | Tasjkent, Uzbekistan | 17 april 2021 |

## Resultat
| Placering | Idrottare               | Nation                  | Grupp | Kroppsvikt | Ryck (kg) | Ryck (kg) | Ryck (kg) | Ryck (kg) | Stöt (kg) | Stöt (kg) | Stöt (kg) | Stöt (kg) | Totalt   |
| Placering | Idrottare               | Nation                  | Grupp | Kroppsvikt | 1         | 2         | 3         | Resultat  | 1         | 2         | 3         | Resultat  | Totalt   |
| --------- | ----------------------- | ----------------------- | ----- | ---------- | --------- | --------- | --------- | --------- | --------- | --------- | --------- | --------- | -------- |
| 1         | Hou Zhihui              | Kina                    | A     | 49,00      | 88        | 92        | 94        | 94 0OR0   | 109       | 114       | 116       | 116 0OR0  | 210 0OR0 |
| 2         | Saikhom Mirabai Chanu   | Indien                  | A     | 48,85      | 84        | 87        | 89        | 87        | 110       | 115       | 117       | 115       | 202      |
| 3         | Windy Cantika Aisah     | Indonesien              | A     | 48,80      | 84        | 84        | 87        | 84        | 103       | 108       | 110       | 110       | 194      |
| 4         | Fang Wan-ling           | Kinesiska Taipei        | A     | 48,65      | 75        | 78        | 80        | 80        | 98        | 101       | 103       | 101       | 181      |
| 5         | Nina Sterckx            | Belgien                 | A     | 48,75      | 81        | 81        | 84        | 81        | 99        | 101       | 101       | 99        | 180      |
| 6         | Ludia Montero           | Kuba                    | B     | 49,00      | 79        | 82        | 84        | 82        | 93        | 96        | 100       | 96        | 178      |
| 7         | Anaïs Michel            | Frankrike               | A     | 48,90      | 76        | 78        | 80        | 78        | 96        | 99        | 101       | 99        | 177      |
| 8         | Beatriz Pirón           | Dominikanska republiken | B     | 49,00      | 78        | 81        | 83        | 81        | 90        | 93        | 95        | 95        | 176      |
| 9         | Natasha Rosa Figueiredo | Brasilien               | B     | 48,95      | 75        | 78        | 80        | 78        | 90        | 95        | 100       | 95        | 173      |
| 10        | Dika Toua               | Papua Nya Guinea        | B     | 48,95      | 69        | 72        | 76        | 72        | 95        | 95        | 100       | 95        | 167      |
| 11        | Roilya Ranaivosoa       | Mauritius               | B     | 48,95      | 73        | 76        | 76        | 73        | 91        | 95        | 96        | 91        | 164      |
| —         | Jourdan Delacruz        | USA                     | A     | 48,90      | 83        | 86        | 89        | 86        | 108       | 108       | 108       | —         | —        |
| —         | Hiromi Miyake           | Japan                   | A     | 48,90      | 74        | 76        | 76        | 74        | 99        | 99        | 99        | —         | —        |
| —         | Kristina Sobol          | ROC                     | B     | 49,00      | 80        | 80        | 81        | —         | —         | —         | —         | —         | DNF      |